# Miotacz ognia RPO Trzmiel

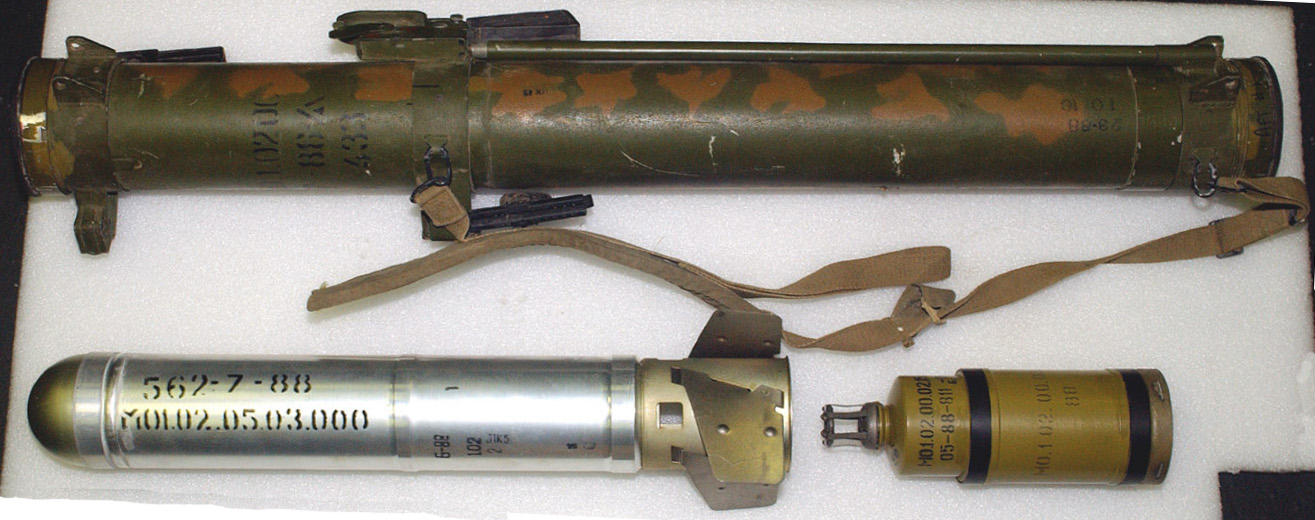
RPO-A Trzmiel

RPO-A Trzmiel (РПО-А Шмель) – radziecki/rosyjski rakietowy miotacz ognia.

## Historia broni
W 1975 roku Armia Radziecka przyjęła do uzbrojenia rakietowy miotacz ognia RPO Ryś. Wprowadzenie go do uzbrojenia nie zakończyło prac nad tego typu bronią w Związku Radzieckim.
W 1976 roku zaprojektowano nowy rakietowy miotacz ognia. W odróżnieniu od Rysia pocisk zapalający był wystrzeliwany z jednorazowej wyrzutni o uproszczonej konstrukcji. Wewnątrz wyrzutni były umieszczone pociski o konstrukcji identycznej jak w Rysiu (zapalające Z i dymne D).
W latach 1984–88 powstała wersja RPO-A z głowicą termobaryczną (paliwowo-powietrzną). Głowica tego typu po trafieniu rozpyla swoją zawartość w aerozolowy obłok, a następnie detonuje tak powstałą mieszaninę łatwopalnej substancji i powietrza.
W latach dziewięćdziesiątych pojawiły się doniesienia o odmianie Trzmiela z głowicą dwustopniową kumulacyjno-paliwowo-powietrzną. Pierwszy wybucha ładunek kumulacyjny, a przez otwór wytworzony tym wybuchem do wnętrza celu wnika głowica termobaryczna. Tego rodzaju pociski są szczególnie skuteczne w użyciu przeciwko umocnionym punktom oporu w czasie walk w mieście.

## Zastosowanie bojowe

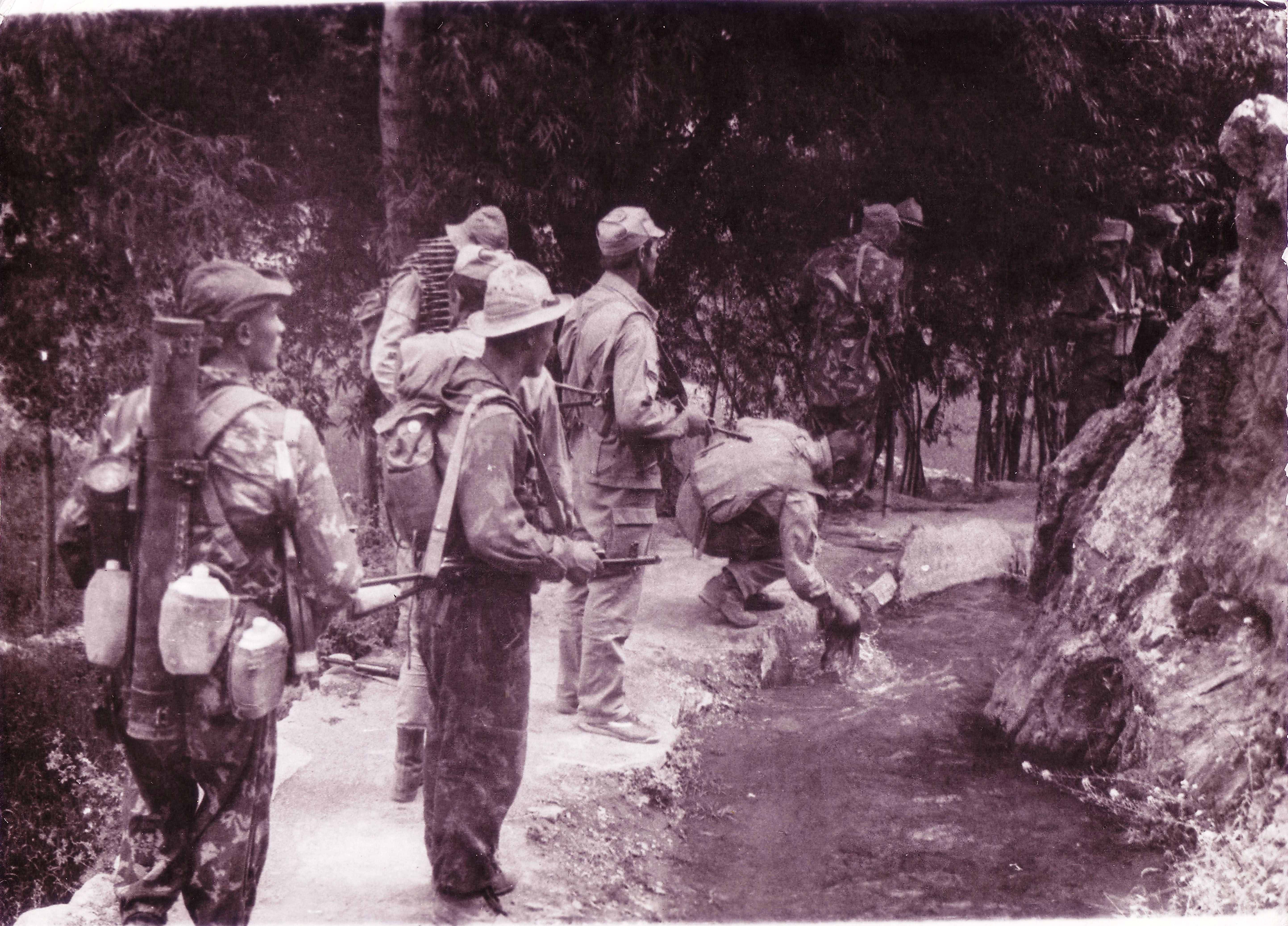
Trzmiel na uzbrojeniu żołnierzy Specnazu w Afganistanie – 1986 rok

Trzmiele po raz pierwszy zastosowano w czasie walk w Afganistanie w latach osiemdziesiątych. Standardowo były dostarczane w przenośnych zestawach plecakowych. Każdy zawierał dwa pociski (jeden dymny i jeden zapalający).
Pociski z głowicami termobarycznymi zostały użyte po raz pierwszy w czasie wojny w Czeczenii (lata 1994-96).
Trzmiele używane były także podczas II wojny czeczeńskiej (lata 1999-2009).
We wrześniu 2005 roku, po akcji odbijania zakładników ze szkoły w Biesłanie, mieszkańcy Biesłanu zdążyli schować przed śledczymi z Federalnej Służby Bezpieczeństwa pozostałości po łuskach z dział czołgowych i miotaczy ognia Trzmiel. Zużyte wyrzutnie Trzmieli znaleziono między innymi na dachu budynku leżącego dokładnie naprzeciwko szkoły, na którym pozycje zajmowali komandosi z oddziału Alfa. Mieszkańcy Biesłanu są wzburzeni faktem, że użyto miotaczy ognia do ostrzeliwania budynku, w którym znajdowało się 1200 zakładników i tylko 32 porywaczy. W lipcu 2005 roku zastępca prokuratora generalnego Rosji Nikołaj Szepel przyznał, że Specnaz strzelał w czasie ataku z miotaczy Trzmiel, zaraz jednak dodał, że „pociski nie były zapalające” i nie mogły spowodować pożaru. W czasie walk wielu zakładników zginęło po tym jak zapalił się, a następnie zawalił dach sali gimnastycznej, w której byli przetrzymywani. Rosyjskie władze federalne twierdzą, że pożar spowodowały wybuchy bomb, które rozmieścili w szkole terroryści. Pytania krewnych ofiar, dlaczego nie spłonęła także podłoga sali gimnastycznej, pozostają bez odpowiedzi.

## Opis techniczny
Rakietowy miotacz ognia Trzmiel jest bronią jednostrzałową. Składa się z prostej wyrzutni, będącej jednocześnie pojemnikiem transportowym, i pocisku rakietowego o kalibrze 93 mm. Do wyrzutni mocowane są przyrządy celownicze (celownik przeziernikowy, możliwość zamocowania celownika optycznego OPO-1) i mechanizm spustowo-odpalający. Po naciśnięciu spustu następuje uruchomienie silnika rakietowego pocisku. Silnik kończy pracę zanim pocisk opuści wyrzutnię.

## Wersje
- RPO-Z – wersja z głowicą zapalającą zawierającą 2,1 litra napalmu;
- RPO-D – wersja z głowicą dymną zawierającą 2,3 litra substancji dymotwórczej;
- RPO-A – wersja z głowicą termobaryczną;
- RPG-M – modyfikacja wersji A o zmniejszonej masie (8,8 kg) i zwiększonej mocy ładunku;
- RPO-? – wersja z głowicą tandemową kumulacyjno-termobaryczną.

## Dane taktyczno-techniczne
| Wzór                       | RPO Trzmiel                         |
| Kaliber (mm)               | 93                                  |
| Długość wyrzutni (mm)      | 920                                 |
| Masa (kg)                  | ~11                                 |
| Masa ładunku bojowego (kg) | 2,1 (RPO-Z) 2,3 (RPO-D) 2,1 (RPO-A) |
| Prędkość początkowa (m/s)  | 125                                 |
| Zasięg skuteczny (m)       | ~600 (cele powierzchniowe)          |